# Panna Udvardyová
Panna Udvardyová (maďarsky: Udvardy Panna, * 28. září 1998 Kaposvár) je maďarská profesionální tenistka. Ve své dosavadní kariéře na okruhu WTA Tour nevyhrála žádný turnaj. V sérii WTA 125 vybojovala jednu singlovou i dvě deblové trofeje. V rámci okruhu ITF získala jedenáct titulů ve dvouhře a devět ve čtyřhře.
Na žebříčku WTA byla ve dvouhře nejvýše klasifikována v září 2022 na 76. místě a ve čtyřhře v říjnu téhož roku na 65. místě. Trénuje ji Francouz Bastien Fazincani.
V maďarském týmu Billie Jean King Cupu debutovala v roce 2022 antalyjským základním blokem I. skupiny zóny Evropy a Afriky proti Turecku, v němž vyhrála dvouhru s Pemrou Özgenovou. Maďarky zvítězily 2:1 na zápasy. Do listopadu 2023 v soutěži nastoupila k pěti mezistátním utkáním s bilancí 3–1 ve dvouhře a 1–1 ve čtyřhře.

## Tenisová kariéra

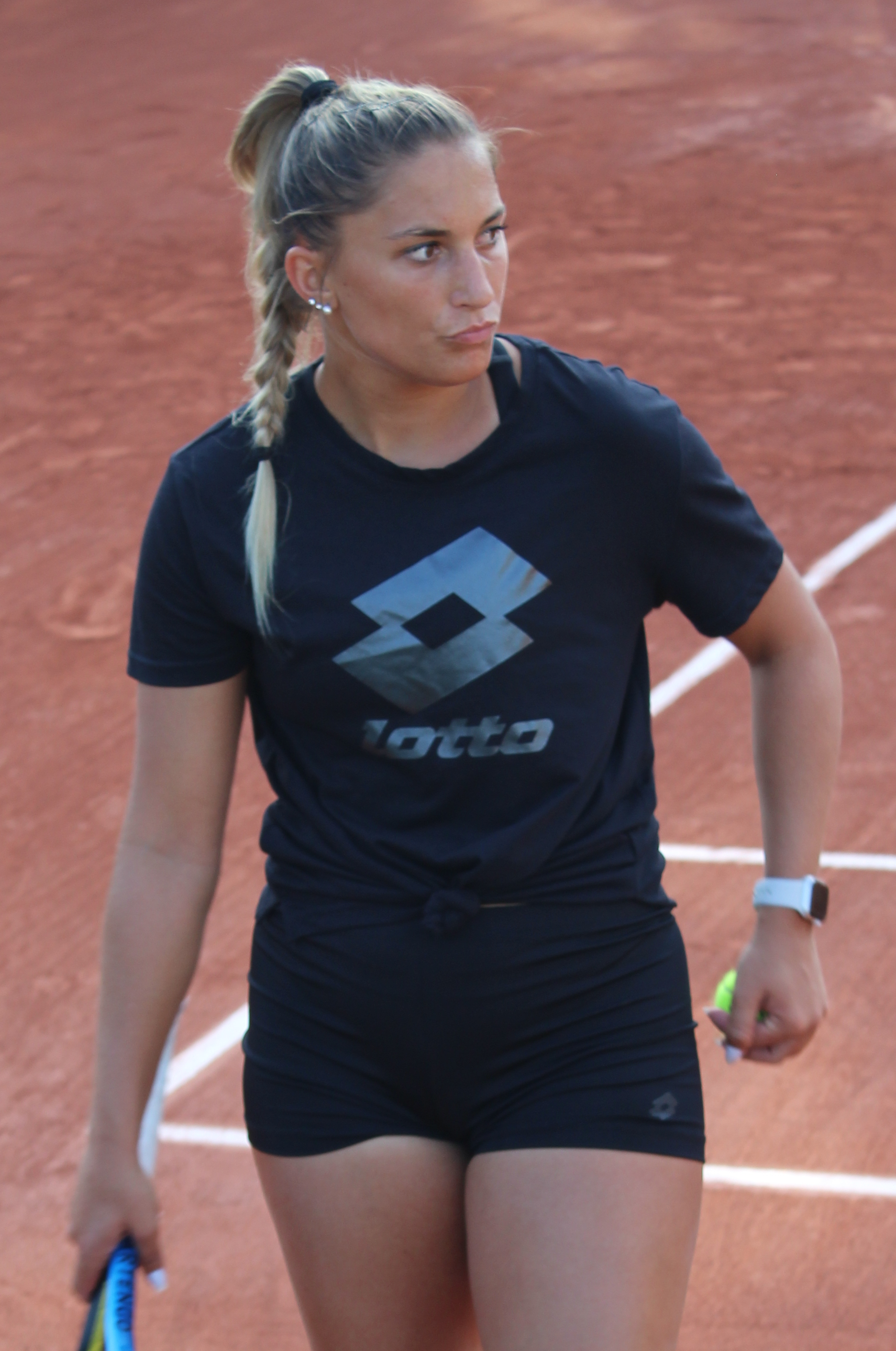
Trénink na French Open 2023, kde skončila v úvodním kole

V rámci okruhu ITF debutovala v dubnu 2016, když na turnaji v Győru dotovaném 10 tisíci dolary obdržela divokou kartu. V úvodním kole vyřadila Češku Dianu Šumovou, než ji poté zastavila Slovenka Lenka Juríková ze sedmé světové stovky. Premiérový titul v této úrovni tenisu vybojovala během října 2016 ve čtyřhře 10tisícové události v Melille, kde se její spoluhráčkou stala Chorvatka Mariana Dražićová. O dva měsíce později získala i singlovou trofej, na turnaji v Casablance s rozpočtem 10 tisíc dolarů. Ve finále přehrála osmou nasazenou Řekyni Eleni Kordolaimiovou z šesté stovky žebříčku. Navazující týden skončila jako poražená finalistka v Rabatu, když v závěrečném duelu na Nový rok 2017 podlehla nejvýše nasazené Francouzce Joséphine Boualemové.
Na okruhu WTA Tour debutovala únorovou čtyřhrou Hungarian Ladies Open 2017 v Budapešti, do níž získala s Ruskou Annou Blinkovovou divokou kartu. V prvním zápase však nestačily na tchajwansko-gruzínský pár Sie Šu-wej a Oxana Kalašnikovová, který turnaj vyhrál. Dvouhru si poprvé zahrála o rok později, opět na divokou kartu, na Hungarian Ladies Open 2018. Na úvod ji vyřadila chorvatská třiapadesátá hráčka světa Donna Vekićová.
Do průlomové sezóny 2021 vstupovala jako 354. žena žebříčku a v závěru roku již figurovala na 94. příčce. Z celkových 99 utkání napříč okruhy jich vyhrála 73. Do první grandslamové kvalifikace zasáhla ve Wimbledonu 2021, v jejíž druhé fázi nenašla recept na Kolumbijku Camilu Osoriovou. Do premiérového čtvrtfinále túry WTA se probojovala na Hungarian Grand Prix 2021 po výhře nad Běloruskou Aljaksandrou Sasnovičovou z konce první stovky, než ji zdolala pozdější ukrajinská finalistka Anhelina Kalininová. Na konci sezóny hrála antukové turnaje v Jižní Americe. Na listopadových WTA Argentine 2021 a Montevideo Open postoupila poprvé do semifinále, respektive finále v sérii WTA 125K. V obou dvouhrách skončila na raketě Francouzky Diane Parryové. Týden po montevidejském finále poprvé pronikla do elitní stovky žebříčku WTA, když se ve vydání z 29. listopadu 2021 posunula ze 107. na 96. místo. 
Premiérové finále na okruhu WTA Tour odehrála v lednové čtyřhře Sydney Tennis Classic 2022 z kategorie WTA 500. S Němkou Vivian Heisenovou v něm prohrály s kazachstánsko-brazilskou dvojicí Anna Danilinová a Beatriz Haddad Maiová, přestože odvrátily šest mečbolů v řadě snížením stavu v supertiebreaku z 2:9 na 8:9. Debut v hlavní soutěži grandslamové kategorie zaznamenala v ženském singlu Australian Open 2022. V úvodním kole se premiérově střetla s hráčkou z první světové padesátky. Na dvacátou čtvrtou hráčku klasifikace, Bělorusku Viktorii Azarenkovou, uhrála jen čtyři gamy. Na French Open 2022 ji vyřadila mexická kvalifikantka Fernanda Contrerasová Gómezová a ve druhém kole Wimbledonu 2022 pak Belgičanka Elise Mertensová.

## Finále na okruhu WTA Tour
| Legenda                  |
| ------------------------ |
| D – dvouhra; Č – čtyřhra |
| Grand Slam (0)           |
| Turnaj mistryň (0)       |
| WTA 1000 (0)             |
| WTA 500 (0–1 Č)          |
| WTA 250 (0–2 Č)          |

### Čtyřhra: 3 (0–3)
| Stav       | č. | datum         | turnaj            | kategorie | povrch | spoluhráčka          | soupeřky ve finále                     | výsledek         |
| ---------- | -- | ------------- | ----------------- | --------- | ------ | -------------------- | -------------------------------------- | ---------------- |
| Finalistka | 1. | leden 2022    | Sydney, Austrálie | WTA 500   | tvrdý  | Vivian Heisenová     | Beatriz Haddad Maiová Anna Danilinová  | 6–4, 5–7, [8–10] |
| Finalistka | 2. | červenec 2022 | Palermo, Itálie   | WTA 250   | antuka | Amina Anšbová        | Anna Bondárová Kimberley Zimmermannová | 3–6, 2–6         |
| Finalistka | 3. | leden 2023    | Hobart, Austrálie | WTA 250   | tvrdý  | Viktorija Golubicová | Kirsten Flipkensová Laura Siegemundová | 4–6, 5–7         |

## Finále série WTA 125
| Legenda                  |
| ------------------------ |
| D – dvouhra; Č – čtyřhra |
| WTA 125 (1–4 D; 2–2 Č)   |

### Dvouhra: 5 (1–4)
| Stav       | č. | datum         | turnaj                         | povrch | soupeřka ve finále | výsledek      |
| ---------- | -- | ------------- | ------------------------------ | ------ | ------------------ | ------------- |
| Finalistka | 1. | listopad 2021 | Montevideo, Uruguay            | antuka | Diane Parryová     | 3–6, 2–6      |
| Finalistka | 1. | srpen 2022    | Jasy, Rumunsko                 | antuka | Ana Bogdanová      | 2–6, 6–3, 1–6 |
| Vítězka    | 1. | listopad 2022 | Buenos Aire, Argentina         | antuka | Danka Kovinićová   | 6–4, 6–1      |
| Finalistka | 3. | červen 2023   | La Bisbal d'Empordà, Španělsko | antuka | Arantxa Rusová     | 6–7(2–7), 3–6 |
| Finalistka | 4. | červen 2024   | Bari, Itálie                   | antuka | Anca Todoniová     | 4–6, 0–6      |

### Čtyřhra: 4 (2–2)
| Stav       | č. | datum         | turnaj             | povrch | spoluhráčka        | soupeřky ve finále                     | výsledek         |
| ---------- | -- | ------------- | ------------------ | ------ | ------------------ | -------------------------------------- | ---------------- |
| Vítězka    | 1. | květen 2022   | Karlsruhe, Německo | antuka | Majar Šarífová     | Jana Sizikovová Alison Van Uytvancková | 5–7, 6–4, [10–2] |
| Finalistka | 1. | srpen 2022    | Jasy, Rumunsko     | antuka | Réka Luca Janiová  | Darja Astachovová Andreea Roșcová      | 5–7, 7–5, [7–10] |
| Finalistka | 2. | září 2022     | Bukurešť, Rumunsko | antuka | Réka Luca Janiová  | Aliona Bolsovová Andrea Gámizová       | 5–7, 3–6         |
| Vítězka    | 2. | červenec 2023 | Båstad, Švédsko    | antuka | Irina Chromačovová | Eri Hozumiová Čang Su-džong            | 4–6, 6–3, [10–5] |

## Tituly na okruhu ITF
| Legenda                  | Legenda         |
| ------------------------ | --------------- |
| D – dvouhra; Č – čtyřhra |                 |
| Turnaje W100 (           | Turnaje W80     |
| Turnaje W75/W60          | Turnaje W50/W40 |
| Turnaje W35/W25          | Turnaje W15/W10 |

### Dvouhra (11 titulů)
| Č.  | datum         | turnaj                   | kategorie | povrch     | poražená finalistka | výsledek           |
| --- | ------------- | ------------------------ | --------- | ---------- | ------------------- | ------------------ |
| 1.  | prosinec 2016 | Casablanca, Maroko       | W10       | antuka     | Eleni Kordolaimiová | 6–4, 7–6(7–3)      |
| 2.  | duben 2017    | Hammámet, Tunisko        | W15       | antuka     | Audrey Albiéová     | 1–6, 6–4, 6–3      |
| 3.  | květen 2017   | Oeiras, Portugalsko      | W15       | antuka     | Gaia Sanesiová      | 6–7(5–7), 7–5, 6–4 |
| 4.  | září 2017     | Székesfehérvár, Maďarsko | W15       | antuka     | Réka Luca Janiová   | 7–5, 6–3           |
| 5.  | květen 2021   | Naples, Spojené státy    | W25       | antuka     | Irina Fetecăuová    | 6–0, 6–3           |
| 6.  | květen 2021   | Pelham, Spojené státy    | W25       | antuka     | Jamie Loebová       | 6–7(5–7), 6–4, 6–3 |
| 7.  | září 2021     | Frýdek-Místek, Česko     | W25       | antuka     | Sofja Šapatavová    | 6–2, 6–1           |
| 8.  | říjen 2021    | Rio do Sul, Brazil       | W25       | antuka     | Daniela Seguelová   | 6–1, 6–0           |
| 9.  | listopad 2021 | Brasília, Brazílie       | W60       | antuka (h) | Elina Avanesjanová  | 0–6, 6–4, 6–3      |
| 10. | červenec 2022 | Cordenons, Itálie        | W60       | antuka     | Elina Avanesjanová  | 6–2, 6–0           |
| 11. | listopad 2022 | Barranquilla, Kolumbie   | W60       | tvrdý      | Laura Pigossiová    | 6–2, 7–5           |

### Čtyřhra (9 titulů)
| Č. | datum       | turnaj                    | kategorie | povrch | spoluhráčka        | poražené finalistky                                 | výsledek              |
| -- | ----------- | ------------------------- | --------- | ------ | ------------------ | --------------------------------------------------- | --------------------- |
| 1. | říjen 2016  | Melilla, Španělsko        | W10       | antuka | Mariana Dražićová  | Marianna Nataliová Lisa Ponomarová                  | 6–1, 2–0skreč         |
| 2. | duben 2017  | Hammámet, Tunisko         | W15       | antuka | Maia Lumsdenová    | Fernanda Britová Fanny Östlundová                   | 6–4, 5–7, [10–4]      |
| 3. | květen 2017 | Győr, Maďarsko            | W15       | antuka | Mira Antonitschová | Tamara Čurovićová Wang Sin-jü                       | 6–1, 6–2              |
| 4. | květen 2018 | Kaposvár, Maďarsko        | W15       | antuka | Anna Bondárová     | Julija Lysaová Maria Marfutinová                    | 7–6(8–6), 6–1         |
| 5. | září 2019   | St. Pölten, Rakousko      | W25       | antuka | Irina Fetecăuová   | Anna Bondárová Réka Luca Janiová                    | 7–6(7–5), 0–6, [11–9] |
| 6. | leden 2020  | Vero Beach, Spojené státy | W25       | antuka | Sü Ťie-jü          | Irene Burillo Escorihuelová Andrea Lázaro Garcíaová | 7–5, 4–6, [10–7]      |
| 7. | březen 2021 | Buenos Aires, Argentina   | W25       | antuka | Amina Anšbová      | Valentini Grammatikopoulou Richèl Hogenkampová      | 7–5, 6–2              |
| 8. | duben 2021  | Cordóba, Argentina        | W25       | antuka | Amina Anšbová      | Bárbara Gaticová Rebeca Pereirová                   | 6–3, 6–3              |
| 9. | květen 2022 | Wiesbaden, Německo        | W100      | antuka | Amina Anšbová      | Andrea Gámizová Eva Vedderová                       | 6–2, 6–4              |